# Bouvart et Ratinet
Pour les articles homonymes, voir Bouvart.

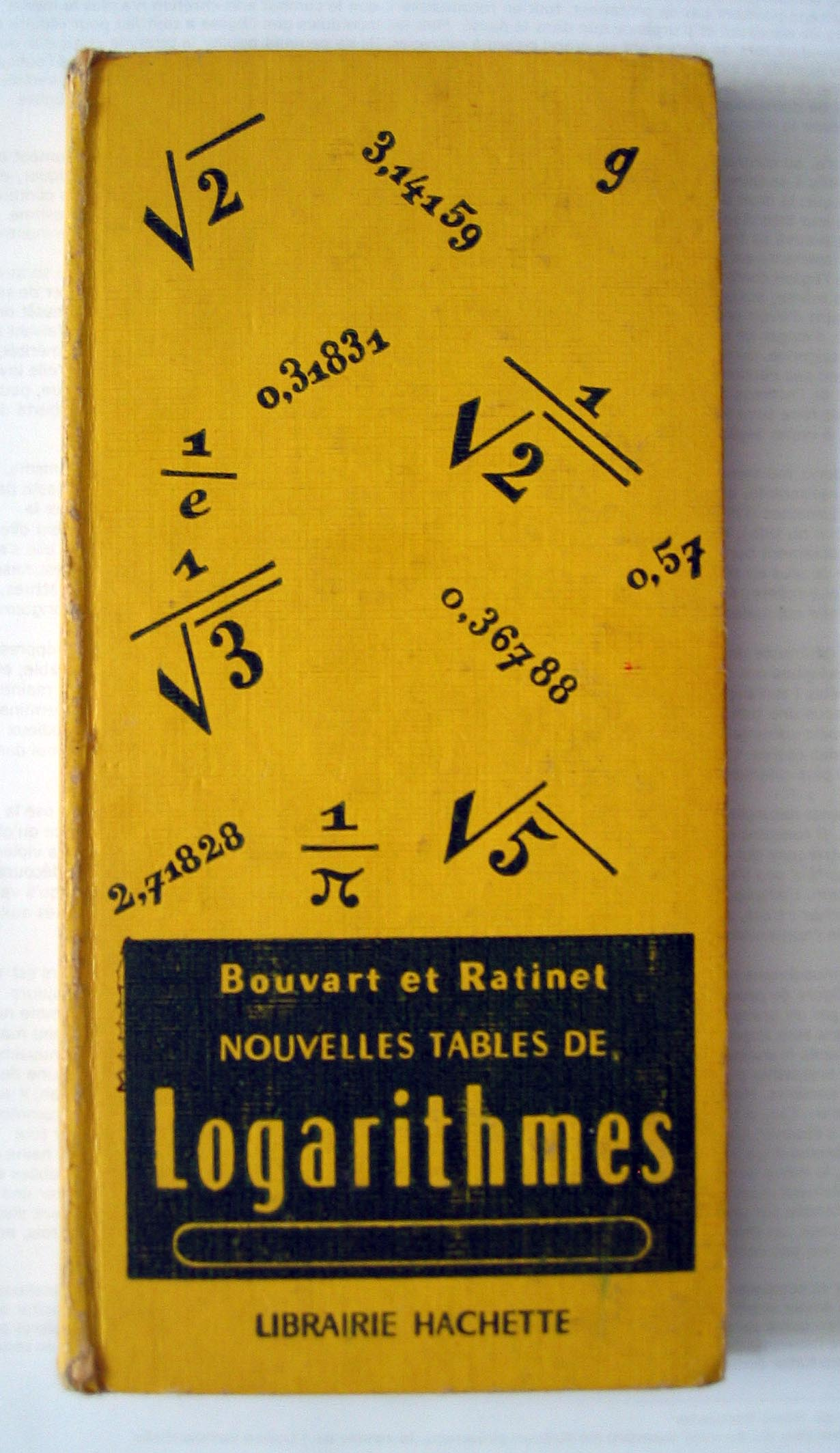
Tables de Logarithmes Librairie Hachette 1957

Camille Bouvart (1837-1918) et Alfred Ratinet (« licencié ès sciences mathématiques et physiques ») sont les auteurs d'une célèbre table de logarithmes.
Cette table, dont la première édition est antérieure à 1905, était toujours éditée en 1980 (74e édition). Les tables de logarithmes étaient toujours autorisées à une époque récente aux concours des grandes écoles. Depuis 2010, la notice du concours commun Mines-Ponts indique qu'elles sont interdites, mais la règle à calcul reste autorisée. Quoi qu'il en soit, aujourd'hui les élèves préfèrent le plus souvent une calculatrice, d'autant que certains sujets nécessitent une calculatrice programmable.
La table de Bouvart et Ratinet était déclinée en deux versions : l'une avec, l'autre sans un supplément d'une quarantaine de pages, contenant des formules usuelles de mathématiques, physique et chimie. Seule la table sans supplément était autorisée aux examens et concours. Le supplément était également disponible séparément. La table sans supplément était de couverture jaune, celle avec supplément de couverture rouge. 

## Évocations
Elle est évoquée dans le 254e des 480 souvenirs cités par Georges Perec dans Je me souviens en faisant d'ailleurs une faute d'orthographe, puisque « Bouvart » y est écrit avec un D.
Bouvart et Ratinet sont présentés dans le film Ah ! les belles bacchantes (1954, 65e minute) comme les auteurs de Chanter sous le soleil, air lyrique interprété par le ténor Garibaldo Trouchet, phénomène vocal (Francis Blanche, accompagné au piano par Louis de Funès, le numéro s'achevant sous une trombe de pluie).